# Édgar Benítez
Édgar Milciades Benítez Santander (Repatriación, 1987. november 8.), becenevén Pájaro (Madár), paraguayi labdarúgó, a mexikói Toluca csatára.